# Canton de Charlieu
Le canton de Charlieu est une circonscription électorale française située dans le département de la Loire et la région Auvergne-Rhône-Alpes.

## Géographie
Ce canton est organisé autour de Charlieu dans l'arrondissement de Roanne. Son altitude varie de 251 m (Pouilly-sous-Charlieu) à 881 m (Belleroche).

## Histoire
Par décret du 26 février 2014, le nombre de cantons du département de la Loire est divisé par deux, avec mise en application aux élections départementales de mars 2015. Le canton de Charlieu est conservé et s'agrandit. Il passe de 14 à 31 communes.

## Représentation

### Conseillers généraux de 1833 à 2015
| Période | Période      | Identité                                        | Étiquette             | Qualité |
| ------- | ------------ | ----------------------------------------------- | --------------------- | --- |
| 1833    | 1836         | Jean-Baptiste Cucherat de Malfarat (1788-1860)  |                       | Propriétaire, maire de Saint-Nizier                                                                                                  |
| 1836    | 1845         | Claude Pras                                     |                       | Juge suppléant à Lyon |
| 1845    | 1848         | Baron Jean-Jacques Baude                        | Opposition Orléaniste | Membre du Conseil d'État Député (1830-1831, 1832-1839, 1842-1846)                                                                    |
| 1848    | 1852         | Comte Jules-Emilien Michon de Vougy (1801-1885) |                       | Propriétaire Maire de Vougy |
| 1852    | 1862 (décès) | Jean-Marie Guinault                             |                       | Maire de Charlieu |
| 1863    | 1871         | Comte Jules-Emilien Michon de Vougy             |                       | Maire de Vougy |
| 1871    | 1894 (décès) | Etienne Brossard                                | Républicain           | Ingénieur Député (1876-1885) Sénateur (1885-1894) Maire de Pouilly-sous-Charlieu                                                     |
| 1894    | 1919         | Jean-Baptiste Morel                             | Rad.                  | Pharmacien Député (1898-1912) Sénateur (1912-1927) Maire de Charlieu (1896-1927) Ministre (1910 à 1913) Président du Conseil général |
| 1919    | 1925         | Léon Rizard                                     | URD                   | Maire de Charlieu (1919-1922) |
| 1925    | 1940         | Albert Aubret                                   | Rad.                  | Maire de Jarnosse Nommé conseiller départemental en 1943                                                                             |
|         |              |                                                 |                       | |
| 1945    | 1966 (décès) | Ennemond Thoral                                 | SFIO                  | Cultivateur Député (1956-1958) Maire de Pouilly-sous-Charlieu                                                                        |
| 1966    | 1976         | Pierre Bay (1897-1977)                          | DVG puis PS           | Instituteur Maire de Charlieu |
| 1976    | 1994         | Paul Guillaud                                   | DVD                   | Industriel en soieries Maire de Charlieu (1975-1995), conseiller régional                                                            |
| 1994    | 2001         | Georges Falt                                    | DVD puis UDF          | Médecin Maire de Saint-Denis-de-Cabanne (1974-2008)                                                                                  |
| 2001    | 2015         | René Lapallus                                   | PCF                   | Fonctionnaire Maire de Charlieu (1995-2010)                                                                                          |

### Conseillers d'arrondissement (de 1833 à 1940)
| Période                                  | Période           | Identité                 | Étiquette   | Qualité |
| ---------------------------------------- | ----------------- | ------------------------ | ----------- | --- |
| 1833                                     | 1848              | M. Guinault              |             | Notaire à Charlieu                                                                                          |
|                                          |                   |                          |             | |
| 1870                                     |                   | Jean-Marie Vital Chervié |             | Notaire, maire de Charlieu (1868-1871)                                                                      |
|                                          |                   |                          |             | |
|                                          | 1883 (décès)      | M. Moreau                | Républicain | Ancien notaire, maire de Villers                                                                            |
|                                          |                   |                          |             | |
| 1931                                     | 1931 (annulation) | Xavier Magnien           | SFIO        | Employé de commerce à Mâcon                                                                                 |
| 1931                                     | 1937              | Grégoire Deville         | SFIO        | Maire de Charlieu (1932-1935)                                                                               |
| 1937                                     | 1940              |                          |             | |
| 1940                                     |                   |                          |             | Les conseils d'arrondissement ont été suspendus par la loi du 12 octobre 1940 et n'ont jamais été réactivés |
| Les données manquantes sont à compléter. |                   |                          |             | |

### Conseillers départementaux à partir de 2015
| Période élective | Période élective | Mandat | Mandat   | Identité        | Nuance | Nuance | Qualité |
| ---------------- | ---------------- | ------ | -------- | --------------- | ------ | ------ | --- |
| 2015             | 2021             | 2015   | 2021     | Jérémie Lacroix |        | DVD    | Adjoint au maire de Charlieu Vice-Président du Conseil départemental                                                                                                |
| 2015             | 2021             | 2015   | 2021     | Clotilde Robin  |        | LR     | Infirmière libérale Adjointe au maire de Coutouvre puis Adjointe au maire de Roanne, Vice-présidente de Roannais Agglomération                                      |
| 2021             | 2028             | 2021   | en cours | Jérémie Lacroix |        | DVD    | Technicien en urbanisme, Adjoint au maire de Charlieu, 5e Vice-président du conseil départemental (routes - mobilité)                                               |
| 2021             | 2028             | 2021   | en cours | Clotilde Robin  |        | LR     | Infirmière Libérale, 1re adjointe au maire de Roanne, 2e Vice-présidente du conseil départemental (éducation - collèges), Vice-présidente de Roannais Agglomération |

### Résultats détaillés

#### Élections de mars 2015
À l'issue du 1er tour des élections départementales de 2015, deux binômes sont en ballottage : Jérémie Lacroix et Clotilde Robin (DVD, 37,64 %) et Séverine Besançon et Norbert Thizy (FN, 32,3 %). Le taux de participation est de 50,16 % (10 944 votants sur 21 820 inscrits) contre 48,48 % au niveau départemental et 50,17 % au niveau national.
Au second tour, Jérémie Lacroix et Clotilde Robin (DVD) sont élus avec 63,64 % des suffrages exprimés et un taux de participation de 50,75 % (6 222 voix pour 11 070 votants et 21 811 inscrits).

#### Élections de juin 2021
Le premier tour des élections départementales de 2021 est marqué par un très faible taux de participation (33,26 % au niveau national). Dans le canton de Charlieu, ce taux de participation est de 33,45 % (7 294 votants sur 21 808 inscrits) contre 30,05 % au niveau départemental. À l'issue de ce premier tour, deux binômes sont en ballottage : Jérémie Lacroix et Clotilde Robin (Union à droite, 60,17 %) et Corinne Deal et Alain Valentin (Union à gauche, 21,02 %).
Le second tour des élections est marqué une nouvelle fois par une abstention massive équivalente au premier tour. Les taux de participation sont de 34,36 % au niveau national, 31,31 % dans le département et 33,46 % dans le canton de Charlieu. Jérémie Lacroix et Clotilde Robin (Union à droite) sont élus avec 77,14 % des suffrages exprimés (5 279 voix pour 7 297 votants et 21 809 inscrits),,.

## Composition

### Composition avant 2015
Le canton de Charlieu regroupait 14 communes.
| Nom                         | Code Insee | Codepostal | Superficie (km2) | Population (dernière pop. légale) | Densité (hab./km2) |
| --------------------------- | ---------- | ---------- | ---------------- | --------------------------------- | ------------------ |
| Chandon (chef-lieu)         | 42048      | 42190      | 12,38            | 1 427 (2012)                      | 115                |
| Boyer                       | 42025      | 42460      | 5,18             | 222 (2012)                        | 43                 |
| Charlieu                    | 42052      | 42190      | 6,70             | 3 705 (2012)                      | 553                |
| Jarnosse                    | 42112      | 42460      | 11,88            | 423 (2012)                        | 36                 |
| Maizilly                    | 42131      | 42750      | 5,12             | 346 (2012)                        | 68                 |
| Mars                        | 42141      | 42750      | 12,03            | 562 (2012)                        | 47                 |
| Nandax                      | 42152      | 42720      | 8,03             | 551 (2012)                        | 69                 |
| Pouilly-sous-Charlieu       | 42177      | 42720      | 15,99            | 2 534 (2012)                      | 158                |
| Saint-Denis-de-Cabanne      | 42215      | 42750      | 7,65             | 1 291 (2012)                      | 169                |
| Saint-Hilaire-sous-Charlieu | 42236      | 42190      | 13,51            | 560 (2012)                        | 41                 |
| Saint-Nizier-sous-Charlieu  | 42267      | 42190      | 12,83            | 1 679 (2012)                      | 131                |
| Saint-Pierre-la-Noaille     | 42273      | 42190      | 7,21             | 371 (2012)                        | 51                 |
| Villers                     | 42333      | 42460      | 5,73             | 581 (2012)                        | 101                |
| Vougy                       | 42338      | 42720      | 20,90            | 1 415 (2012)                      | 68                 |

### Composition depuis 2015
Le canton de Charlieu regroupe désormais 31 communes.
| Nom                              | Code Insee | Intercommunalité                | Superficie (km2) | Population (dernière pop. légale) | Densité (hab./km2) | Modifier                                    |
| -------------------------------- | ---------- | ------------------------------- | ---------------- | --------------------------------- | ------------------ | ------------------------------------------- |
| Charlieu (bureau centralisateur) | 42052      | CC Charlieu-Belmont Communauté  | 6,70             | 3 703 (2022)                      | 553                | modifier les données · modifier les données |
| Arcinges                         | 42007      | CC Charlieu-Belmont Communauté  | 3,44             | 217 (2022)                        | 63                 | modifier les données · modifier les données |
| Belleroche                       | 42014      | CC Charlieu-Belmont Communauté  | 13,93            | 313 (2022)                        | 22                 | modifier les données · modifier les données |
| Belmont-de-la-Loire              | 42015      | CC Charlieu-Belmont Communauté  | 23,71            | 1 429 (2022)                      | 60                 | modifier les données · modifier les données |
| La Bénisson-Dieu                 | 42016      | CC Charlieu-Belmont Communauté  | 11,12            | 425 (2022)                        | 38                 | modifier les données · modifier les données |
| Boyer                            | 42025      | CC Charlieu-Belmont Communauté  | 5,18             | 196 (2022)                        | 38                 | modifier les données · modifier les données |
| Briennon                         | 42026      | CC Charlieu-Belmont Communauté  | 23,84            | 1 718 (2022)                      | 72                 | modifier les données · modifier les données |
| Le Cergne                        | 42033      | CC Charlieu-Belmont Communauté  | 5,93             | 614 (2022)                        | 104                | modifier les données · modifier les données |
| Chandon                          | 42048      | CC Charlieu-Belmont Communauté  | 12,38            | 1 440 (2022)                      | 116                | modifier les données · modifier les données |
| Combre                           | 42068      | CA Roannais Agglomération       | 4,01             | 413 (2022)                        | 103                | modifier les données · modifier les données |
| Coutouvre                        | 42074      | CA Roannais Agglomération       | 21,87            | 1 067 (2022)                      | 49                 | modifier les données · modifier les données |
| Cuinzier                         | 42079      | CC Charlieu-Belmont Communauté  | 5,62             | 705 (2022)                        | 125                | modifier les données · modifier les données |
| Écoche                           | 42086      | CC Charlieu-Belmont Communauté  | 11,70            | 515 (2022)                        | 44                 | modifier les données · modifier les données |
| La Gresle                        | 42104      | CC Charlieu-Belmont Communauté  | 14,75            | 849 (2022)                        | 58                 | modifier les données · modifier les données |
| Jarnosse                         | 42112      | CC Charlieu-Belmont Communauté  | 11,88            | 397 (2022)                        | 33                 | modifier les données · modifier les données |
| Maizilly                         | 42131      | CC Charlieu-Belmont Communauté  | 5,12             | 322 (2022)                        | 63                 | modifier les données · modifier les données |
| Mars                             | 42141      | CC Charlieu-Belmont Communauté  | 12,03            | 560 (2022)                        | 47                 | modifier les données · modifier les données |
| Montagny                         | 42145      | CA Roannais Agglomération       | 25,57            | 1 100 (2022)                      | 43                 | modifier les données · modifier les données |
| Nandax                           | 42152      | CC Charlieu-Belmont Communauté  | 8,03             | 564 (2022)                        | 70                 | modifier les données · modifier les données |
| Pouilly-sous-Charlieu            | 42177      | CC Charlieu-Belmont Communauté  | 15,99            | 2 584 (2022)                      | 162                | modifier les données · modifier les données |
| Pradines                         | 42178      | CC du Pays entre Loire et Rhône | 11,60            | 902 (2022)                        | 78                 | modifier les données · modifier les données |
| Régny                            | 42181      | CC du Pays entre Loire et Rhône | 13,80            | 1 447 (2022)                      | 105                | modifier les données · modifier les données |
| Saint-Denis-de-Cabanne           | 42215      | CC Charlieu-Belmont Communauté  | 7,65             | 1 252 (2022)                      | 164                | modifier les données · modifier les données |
| Saint-Germain-la-Montagne        | 42229      | CC Charlieu-Belmont Communauté  | 12,54            | 215 (2022)                        | 17                 | modifier les données · modifier les données |
| Saint-Hilaire-sous-Charlieu      | 42236      | CC Charlieu-Belmont Communauté  | 13,51            | 540 (2022)                        | 40                 | modifier les données · modifier les données |
| Saint-Nizier-sous-Charlieu       | 42267      | CC Charlieu-Belmont Communauté  | 12,83            | 1 689 (2022)                      | 132                | modifier les données · modifier les données |
| Saint-Pierre-la-Noaille          | 42273      | CC Charlieu-Belmont Communauté  | 7,21             | 381 (2022)                        | 53                 | modifier les données · modifier les données |
| Saint-Victor-sur-Rhins           | 42293      | CC du Pays entre Loire et Rhône | 11,43            | 1 164 (2022)                      | 102                | modifier les données · modifier les données |
| Sevelinges                       | 42300      | CC Charlieu-Belmont Communauté  | 8,19             | 650 (2022)                        | 79                 | modifier les données · modifier les données |
| Villers                          | 42333      | CC Charlieu-Belmont Communauté  | 5,73             | 599 (2022)                        | 105                | modifier les données · modifier les données |
| Vougy                            | 42338      | CC Charlieu-Belmont Communauté  | 20,90            | 1 523 (2022)                      | 73                 | modifier les données · modifier les données |
| Canton de Charlieu               | 4203       |                                 | 368,19           | 29 493 (2022)                     | 80                 | modifier les données                        |

## Démographie

### Démographie avant 2015
| 1962   | 1968   | 1975   | 1982   | 1990   | 1999   | 2006   | 2011   | 2012   |
| ------ | ------ | ------ | ------ | ------ | ------ | ------ | ------ | ------ |
| 14 097 | 14 402 | 14 659 | 15 445 | 15 177 | 14 972 | 15 464 | 15 664 | 15 667 |

### Démographie depuis 2015
En 2022, le canton comptait 29 493 habitants, en évolution de +0,06 % par rapport à 2016 (Loire : +1,32 %, France hors Mayotte : +2,11 %).
| 2013   | 2018   | 2022   |
| ------ | ------ | ------ |
| 29 618 | 29 490 | 29 493 |